# Ophiolophus
Ophiolophus is een geslacht van slangsterren uit de familie Ophiotrichidae.

## Soorten
- Ophiolophus novarae Marktanner-Turneretscher, 1887